# Jason Dodd
Pour les articles homonymes, voir Dodd.
Jason Robert Dodd, couramment appelé Jason Dodd, est un footballeur puis entraîneur anglais, né le 2 novembre 1970 à Bath. Évoluant au poste de latéral droit, il est principalement connu pour ses 16 saisons à Southampton, ainsi que pour avoir été sélectionné en équipe d'Angleterre espoirs.

## Biographie

### Carrière de joueur
Natif de Bath, il commence à jouer pour le club local, Bath City avant d'être recruté par Southampton en 1989 pour 15 000£.
Il restera 16 saisons dans l'effectif des Saints, jouant presque 398 matches de championnat, pour 9 buts inscrits, dont l'un, sur corner direct, en décembre 2003, contre les grands rivaux de Portsmouth. En tout, il compte 479 apparitions en matches officiels pour les Saints, ce qui fait de lui le sixième joueur le plus utilisé de l'histoire du club. 
Les plus grandes réalisations de sa carrière se dérouleront à Southampton, notamment huit sélections en équipe d'Angleterre espoirs en 1990 et 1991, ainsi qu'une participation à la Coupe de l'UEFA lors de l'édition 2003-04, qui se résume à deux matches et une élimination face au Steaua Bucarest. Il reçoit aussi la médaille du finaliste de la FA Cup en 2003.
Alors qu'il était prévu que sa dernière saison soit celle de 2004-2005, durant laquelle il connut un prêt à Plymouth Argyle, il ne parvient pas à se résigner à raccrocher les crampons et, à l'issue de son contrat, il s'engage finalement pour Brighton & Hove Albion.
Malheureusement, une blessure l'empêche de profiter totalement de cette dernière saison et il se décide de prolonger l'aventure en Conference Sud en rejoignant gratuitement Eastleigh en juin 2006, où il rejoint son ancien alter-ego sur le flanc gauche de la défense de Southampton, Francis Benali. Une nouvelle blessure l'éloigne des terrains, et en novembre, il décide de raccrocher définitivement les crampons, acceptant de devenir l'entraîneur du club.

### Carrière d'entraîneur
Sa carrière d'entraîneur commence donc en novembre 2006, avec l'équipe d'Eastleigh avec laquelle il avait fini sa carrière de joueur. Il y remplace Paul Doswell, parti pour un poste de directeur sportif.
À l'été 2007, il s'engage pour un poste d'assistant dans l'encadrement de son club de cœur, Southampton, en remplacement de Glynn Snodin (en), sous la direction de l'entraîneur George Burley. Quand Burley démissionna en janvier 2008, Dodd et John Gorman (en) furent nommés pour assurer l'intérim, qui dura 6 matches jusqu'à la nomination de Nigel Pearson.
Le 14 octobre 2009, il est nommé, avec son ancien coéquipier de Southampton, Paul Williams (en), pour assurer l'intérim du poste d'entraîneur d'Aldershot Town, à la suite du départ de Gary Waddock parti pour Wycombe Wanderers.
Le 4 novembre 2009, toujours avec Paul Williams (en), il rejoint de nouveau Southampton en tant qu'entraîneur des équipes de jeunes et chef du centre de formation, jusqu'au 20 mai 2014, date à laquelle ils sont tous les deux renvoyés.